# Kaumakani
Kaumakani es un lugar designado por el censo ubicado en el condado de Kauai en el estado estadounidense de Hawái. En el año 2000 tenía una población de 607 habitantes y una densidad poblacional de 245,4 personas por km².

## Geografía
Kaumakani se encuentra ubicado en las coordenadas 21°55′13″N 159°37′27″O / 21.92028, -159.62417. Según la Oficina del Censo, la localidad tiene un área total de 2,7 km² (1 mi²), de la cual 2,5 km² (1 mi²) es tierra y 0,2 km² (0,1 mi²) (8,57%) es agua.

## Demografía
Según la Oficina del Censo en 2000 los ingresos medios por hogar en la localidad eran de $34.583, y los ingresos medios por familia eran $41.250. Los hombres tenían unos ingresos medios de $26.429 frente a los $23.654 para las mujeres. La renta per cápita para la localidad era de $14.024. Alrededor del 8,7% de las familias y del 11,1% de la población estaban por debajo del umbral de pobreza.